# Краљевска академија лијепих умјетности Сан Фернандо
Краљевска академија лијепих умјетности Сан Фернандо је отворена 1752. године са центром у Мадриду, Шпанија.

## Историја
Корјени ове академије повезани су са просвјетитељством у Шпанији. Њени први статути су изгласани 1744. године, али њено дефинитивно успостављање датира из 1752. године, под краљем Фернандом VI, који ју је именовао „Краљевска академија три племените умјетности Сан Фернандо“. У почетку, активности у академији су биле ограничене на сликарство, архитектуру и вајарство. 1873. године, добила је данашње име и тада је отворена нова секција за музику.
Урађене су двије реформе академије. У првој, 1987. године, повећава се број академика на 51 и интегришу се телевизија, фотографија, видео и филм у секцију вајарства, која мијења име у „Секција вајарства и умјетности слике“. У другој, 1996. године, број академика се повећао на 52.